# Championnats panaméricains de judo 2025
Navigation
Édition précédente Édition suivante
Les Championnats panaméricains et d'Océanie 2025 se déroulent du 25 au 27 avril 2025 au Contact Sports Center de Santiago, au Chili.

## Nations participantes
- Argentine (14)
- Australie (10)
- Bahamas (1)
- Bolivie (1)
- Brésil (18)
- Canada (17)
- Chili (14)
- Colombie (10)
- Cuba (17)
- République dominicaine (10)
- Équateur (8)
- États-Unis (18)
- Guatemala (6)
- Haïti (1)
- Mexique (15)
- Nouvelle-Zélande (10)
- Nicaragua (1)
- Panama (7)
- Paraguay (5)
- Pérou (8)
- Porto Rico (2)
- Salvador (2)
- Uruguay (7)
- Venezuela (4)

## Podiums

### Femmes
| Épreuves                          | Or                 | Argent                      | Bronze            |
| --------------------------------- | ------------------ | --------------------------- | ----------------- |
| Moins de 48 kg poids super-légers | Natasha Ferreira   | Maria Celia Laborde         | Mary Dee Vargas   |
| Moins de 48 kg poids super-légers | Natasha Ferreira   | Maria Celia Laborde         | Laura Vasquez     |
| Moins de 52 kg poids mi-légers    | Evelyn Beaton      | Jéssica Pereira             | Keisy Perafán     |
| Moins de 52 kg poids mi-légers    | Evelyn Beaton      | Jéssica Pereira             | Agustina Lahiton  |
| Moins de 57 kg poids légers       | Shirlen Nascimento | Mariah Holguin              | Tinka Easton      |
| Moins de 57 kg poids légers       | Shirlen Nascimento | Mariah Holguin              | Bianca Reis       |
| Moins de 63 kg poids mi-moyens    | Nauana Silva       | Catherine Beauchemin-Pinard | Maylín del Toro   |
| Moins de 63 kg poids mi-moyens    | Nauana Silva       | Catherine Beauchemin-Pinard | Rafaela Silva     |
| Moins de 70 kg poids moyens       | Aoife Coughlan     | Celinda Corozo              | Luana Carvalho    |
| Moins de 70 kg poids moyens       | Aoife Coughlan     | Celinda Corozo              | Eliana Aguiar     |
| Moins de 78 kg poids mi-lourds    | Brenda Olaya       | Coralie Godbout             | Lianet Cardona    |
| Moins de 78 kg poids mi-lourds    | Brenda Olaya       | Coralie Godbout             | Maria Swan        |
| Plus de 78 kg poids lourds        | Beatriz Souza      | Sydnee Andrews              | Naomis Elizarde   |
| Plus de 78 kg poids lourds        | Beatriz Souza      | Sydnee Andrews              | Brigitte Carabalí |

### Hommes
| Épreuves                          | Or                 | Argent            | Bronze              |
| --------------------------------- | ------------------ | ----------------- | ------------------- |
| Moins de 60 kg poids super-légers | Michel Augusto     | Jonathan Charon   | Jhonathan Benavides |
| Moins de 60 kg poids super-légers | Michel Augusto     | Jonathan Charon   | Jhonathan Yang      |
| Moins de 66 kg poids mi-légers    | Ronald Lima        | Diego Calix       | Lenin Preciado      |
| Moins de 66 kg poids mi-légers    | Ronald Lima        | Diego Calix       | Julien Frascadore   |
| Moins de 73 kg poids légers       | Jack Yonezuka      | Daniel Cargnin    | Yanis Hachemi       |
| Moins de 73 kg poids légers       | Jack Yonezuka      | Daniel Cargnin    | Antonio Tornal      |
| Moins de 81 kg poids mi-moyens    | Gabriel Falcão     | Keagan Young      | Agustin Gil         |
| Moins de 81 kg poids mi-moyens    | Gabriel Falcão     | Keagan Young      | Luan Almeida        |
| Moins de 90 kg poids moyens       | Rafael Macedo      | Mariano Coto      | Medickson del Orbe  |
| Moins de 90 kg poids moyens       | Rafael Macedo      | Mariano Coto      | John Jayne          |
| Moins de 100 kg poids mi-lourds   | Leonardo Gonçalves | Robert Florentino | Francisco Balanta   |
| Moins de 100 kg poids mi-lourds   | Leonardo Gonçalves | Robert Florentino | Ivo Dargoltz        |
| Plus de 100 kg poids lourds       | Andy Granda        | Rafael Buzacarini | Jonathan Loynaz     |
| Plus de 100 kg poids lourds       | Andy Granda        | Rafael Buzacarini | Francisco Solis     |

### Par équipes
| Épreuves | Or     | Argent | Bronze   |
| -------- | ------ | ------ | -------- |
| Mixte    | Brésil | Cuba   | Canada   |
| Mixte    | Brésil | Cuba   | Colombie |

En italique, les judokas n'ayant pas participé à la finale mais aux phases éliminatoires (demi-finale, quart de finale, repêchage).

## Tableau des médailles individuelles
- Pays organisateur ( Chili)

| Rang  | Nation                 | Or | Argent | Bronze | Total |
| ----- | ---------------------- | -- | ------ | ------ | ----- |
| 1     | Brésil                 | 9  | 3      | 4      | 16    |
| 2     | Canada                 | 1  | 3      | 2      | 6     |
| 3     | États-Unis             | 1  | 2      | 2      | 5     |
| 4     | Cuba                   | 1  | 1      | 4      | 6     |
| 5     | Australie              | 1  | 0      | 2      | 3     |
| 5     | Colombie               | 1  | 0      | 2      | 3     |
| 7     | Argentine              | 0  | 1      | 4      | 5     |
| 8     | Équateur               | 0  | 1      | 3      | 4     |
| 9     | République dominicaine | 0  | 1      | 2      | 3     |
| 10    | Salvador               | 0  | 1      | 0      | 1     |
| 10    | Nouvelle-Zélande       | 0  | 1      | 0      | 1     |
| 12    | Chili                  | 0  | 0      | 2      | 2     |
| 13    | Venezuela              | 0  | 0      | 1      | 1     |
| Total | Total                  | 14 | 14     | 28     | 56    |